# Catedral de Santa María de Lugo
La catedral de Santa María de Lugo es un templo católico, de la ciudad de Lugo, en Galicia (España), sede episcopal de la diócesis de Lugo. 
En 2015 la catedral fue incluida como uno de los 21 elementos inscritos a título individual (n.º ref. 649bis-007) cuando la Unesco validó la ampliación del Camino de Santiago en España a «Caminos de Santiago de Compostela: Camino francés y Caminos del Norte de España»,

## Historia
No hay noticias de lo que pudo haber sido la primera iglesia de Lugo desde en los inicios de la evangelización, posiblemente en el siglo I, hasta los tiempos del obispo Odoario, a mediados del siglo VIII.
Sabemos que este obispo, a quien evoca un acróstico medieval en una piedra colocada Hispania sobre la puerta interior oriental de acceso al templo, llevó a cabo la restauración del edificio entonces preexistente.
Por un diploma de Alfonso II, fechado el 27-III-832, conocido a través de una redacción posiblemente interpolada más tarde, sabemos que la catedral odoariana era un edificio de gran belleza, por lo que el Rey Casto lo adoptó como modelo para construir la catedral de Oviedo.
En el primer tercio del siglo XII el edificio se hallaba en unas condiciones tales que obligaron al obispo Pedro III con su cabildo y otras personas notables de la ciudad a concertar en 1129 con el maestro Raimundo la construcción de un nuevo templo conforme al estilo arquitectónico entonces imperante, el Románico.
La catedral actual es, por tanto, de estilo predominantemente románico; su construcción se inició en 1129 y finalizó en 1273. Fue diseñada por el maestro Raimundo de Monforte y dedicada a Santa María, en su advocación de la Virgen de los Ojos Grandes.
Una de sus joyas más destacadas es el retablo mayor, obra de Cornelis de Holanda, dañado a consecuencia del Terremoto de Lisboa de 1755. Tras ello se decidió dividirlo en varios fragmentos, los dos mayores de los cuales se encuentran actualmente en ambos extremos de la nave de crucero.
La catedral posee el privilegio papal de exposición permanente del Santísimo Sacramento, de ahí el cáliz y la hostia que aparecen en el escudo de la ciudad con la leyenda Hic hoc mysterivm fidei firmiter profitemvr (Aquí profesamos firmemente este misterio de la fe), en referencia al misterio de la Eucaristía y que se trasladó al propio escudo de Galicia. Es Patrimonio Mundial de la Humanidad desde el año 2015, declarada por la UNESCO. Este hecho hace que se denomine a Lugo como la ciudad del Sacramento.

## Características

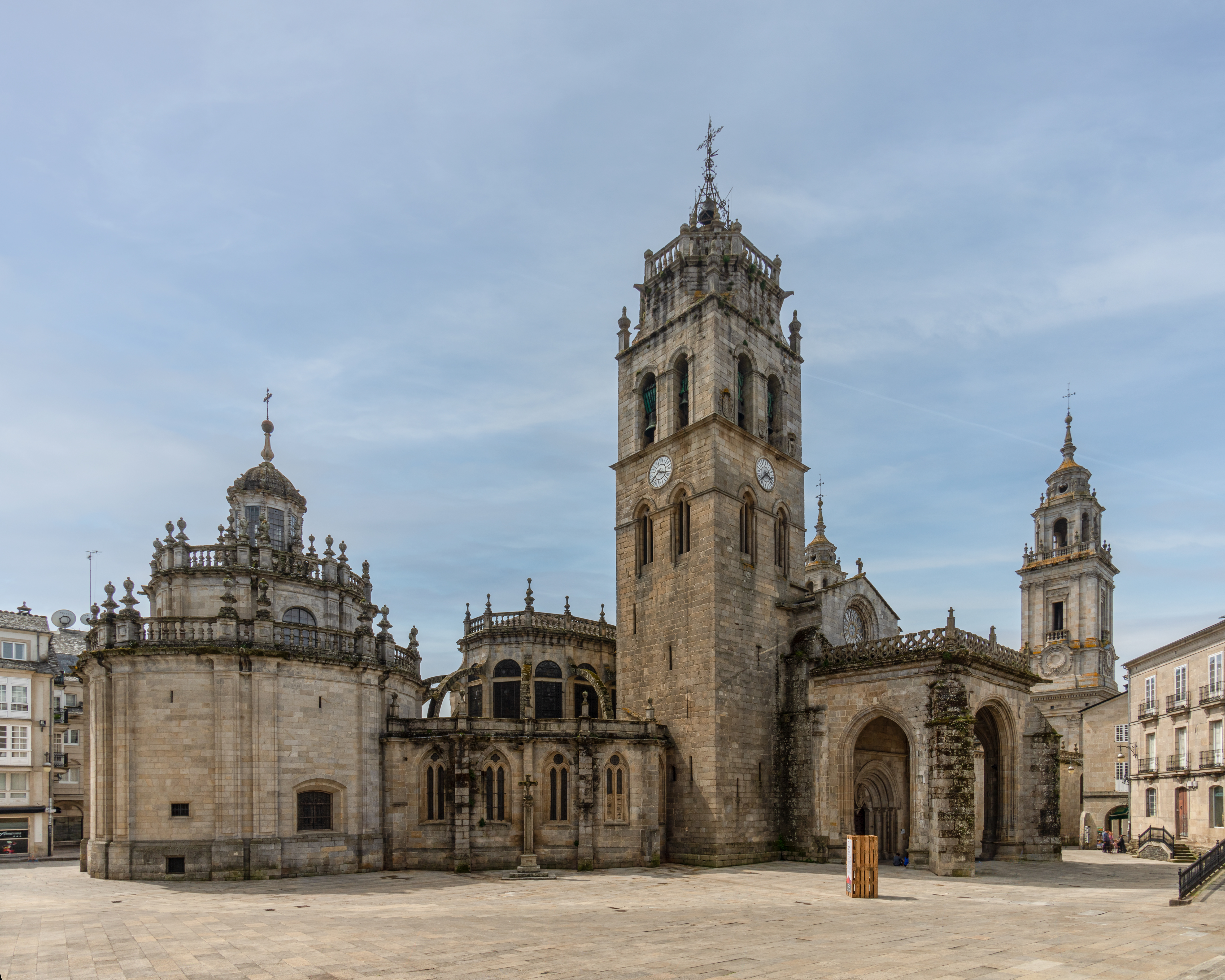
Ábside gótico y torre vieja

La catedral presenta una planta de cruz latina con tres naves, crucero y girola con cinco capillas absidales.
La nave mayor se cubre con bóveda de cañón apuntado y los laterales con bóveda de cañón y arista, de nervios en el crucero, y bóveda de cañón con lunetos en el triforio. Las ventanas del triforio son de arco agudo o apuntado al interior y al exterior.
A la izquierda de la entrada a la catedral está la Torre Vieja, gótica, rematada por un cuerpo de campanas renacentista, obra de Gaspar de Arce en 1571.
En la Plaza de Santa María, en la cabecera de la catedral, se ubica un crucero de fecha desconocida, en el tramo que va entre la torre-campanario y la capilla de la Virgen de los Ojos Grandes.

### Estilos
Son románicos los paramentos verticales y bóveda de la nave del crucero, lo mismo que la mayor parte de la nave mayor, laterales y triforio, cuyas bóvedas fueron rehechas en el siglo XVIII.
Pertenecen al Gótico el primer cuerpo de la capilla mayor y la girola con sus capillas absidales adosadas (1320-1360), exceptuada la central, así como las antiguas de Santo Domingo de los Reyes (1370) y San Froilán (1480), que actualmente forman la llamada del Pilar, además del primer cuerpo de la torre de las campanas (hacia 1570 o antes) y el nártex o pórtico norte (1510-1530), no así la portada.
Son renacentistas el segundo cuerpo de la capilla mayor y la actual capilla de San Froilán; al Barroco pertenecen la sacristía (1678), la sala capitular y sus aledaños (1683), el claustro (1714) y la capilla central de la girola, llamada de los Ojos Grandes (1726).
La fachada principal, por su parte, corresponde a un proyecto en estilo neoclasicista de finales del siglo XVIII, cuyo autor fue Julián Sánchez Bort. Este proyecto se mueve en la órbita de lo que Ventura Rodríguez propuso para la fachada de la catedral de Pamplona, que a su vez recoge el esquema de iglesia torreada propuesto por Serlio. La conclusión de la fachada tuvo lugar a finales del siglo XIX, con el remate de las dos torres. Estas corresponden a un diseño de Nemesio Cobreros inspirado en el proyecto original de Sánchez Bort.

### Puerta norte

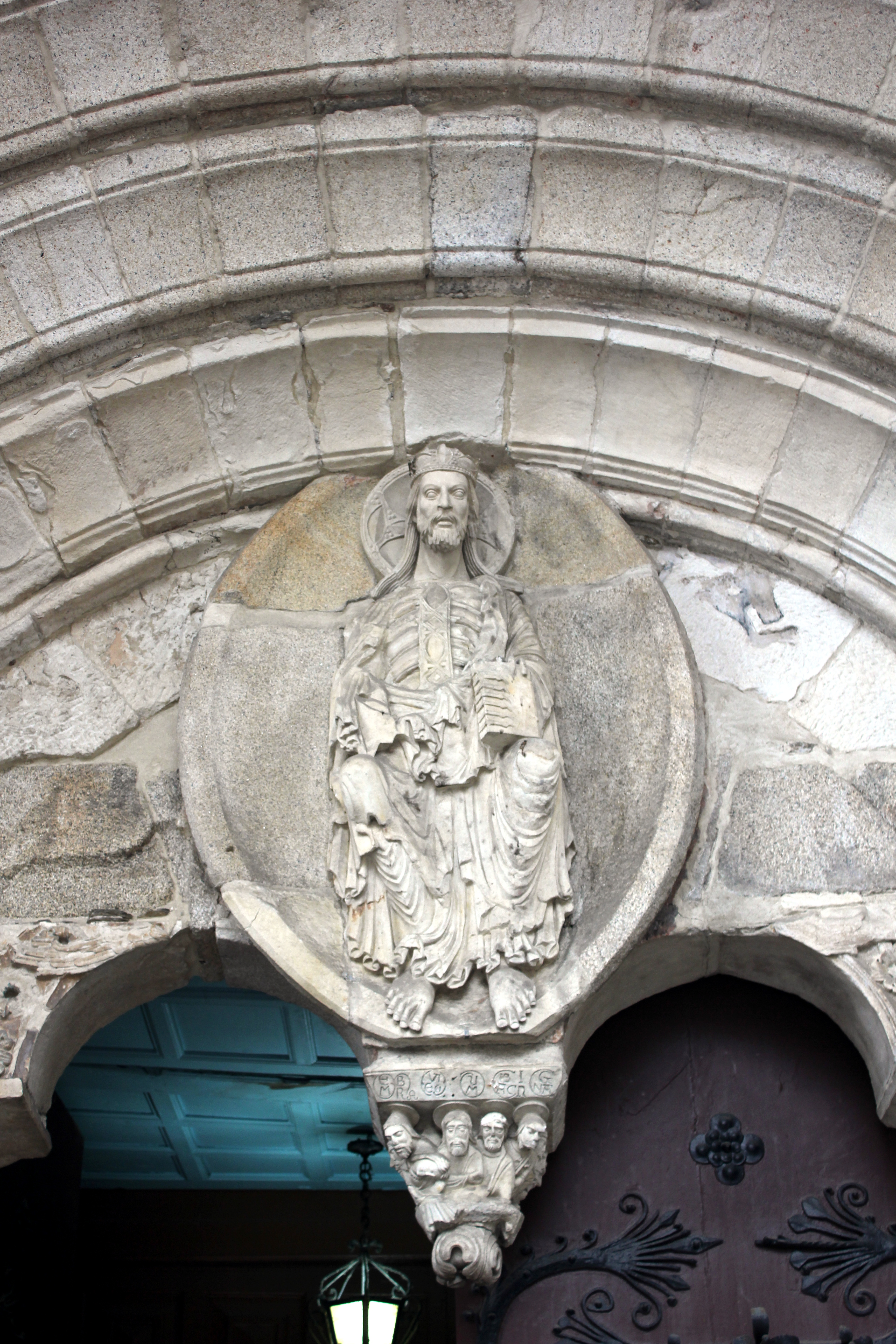
Detalle de la puerta norte: cristo en la almendra mística y capitel pinjante

Es lo más destacado del estilo Románico de la catedral; está cobijada por un pórtico de principios del siglo XVI, cubierto de una bóveda estrellada, mandado levantar por el obispo Pedro Ribera. La portada está formada por tres arquivoltas y guardapolvo de arcos de medio punto y dintel bilobulado, decorado con una mandorla con un espléndido Pantocrátor sedente; de gran originalidad es el pinjante con forma de capitel que cuelga del centro, donde se representa la Última Cena. Está tallada en mármol y data del siglo XII; los herrajes de la puerta son del siglo XIII.
Un precioso dístico hexamétrico en latín, en las tres caras visibles del ábaco, describe la escena representada: la Eucaristía original, con san Juan Evangelista al lado de Cristo: DISCIPVLVS DOMINI PLACIDE DANS / MEMBRA QVIETI DVM CIBAT IN CENA / CELESTIA VIDIT AM(I)ENA ("El discípulo del Señor, plácidamente, dando sus miembros al reposo, alimentado, en la Cena, vio celestiales maravillas"). La palabra QVIETI se corresponde con el rostro plácido de san Juan dormido. La palabra DOMINI, "del Señor", abreviada DÑI, está escrita con un solo signo D en que se inscriben los caracteres ÑI. La D precisamente en la forma redondeada, minúscula, que se conservó en el signo @ (domi: 'en casa de', conservado en inglés, y reutilizado para la 'arroba' comercial, como hoy se lee). En su simplicidad, parece remontarse a los tiempos de la negación arriana de la divinidad de Cristo, y el paralelo con otros textos de la Anthología (Hispana) Latina lo hace ver como copia de un original del siglo VIII, de los tiempos odoarianos.
Este pinjante fue reproducido en una serie de sellos de correos de España en 1969 con motivo del tricentenario de la Ofrenda del Reino de Galicia a Cristo Sacramentado en esta catedral.

### Interior

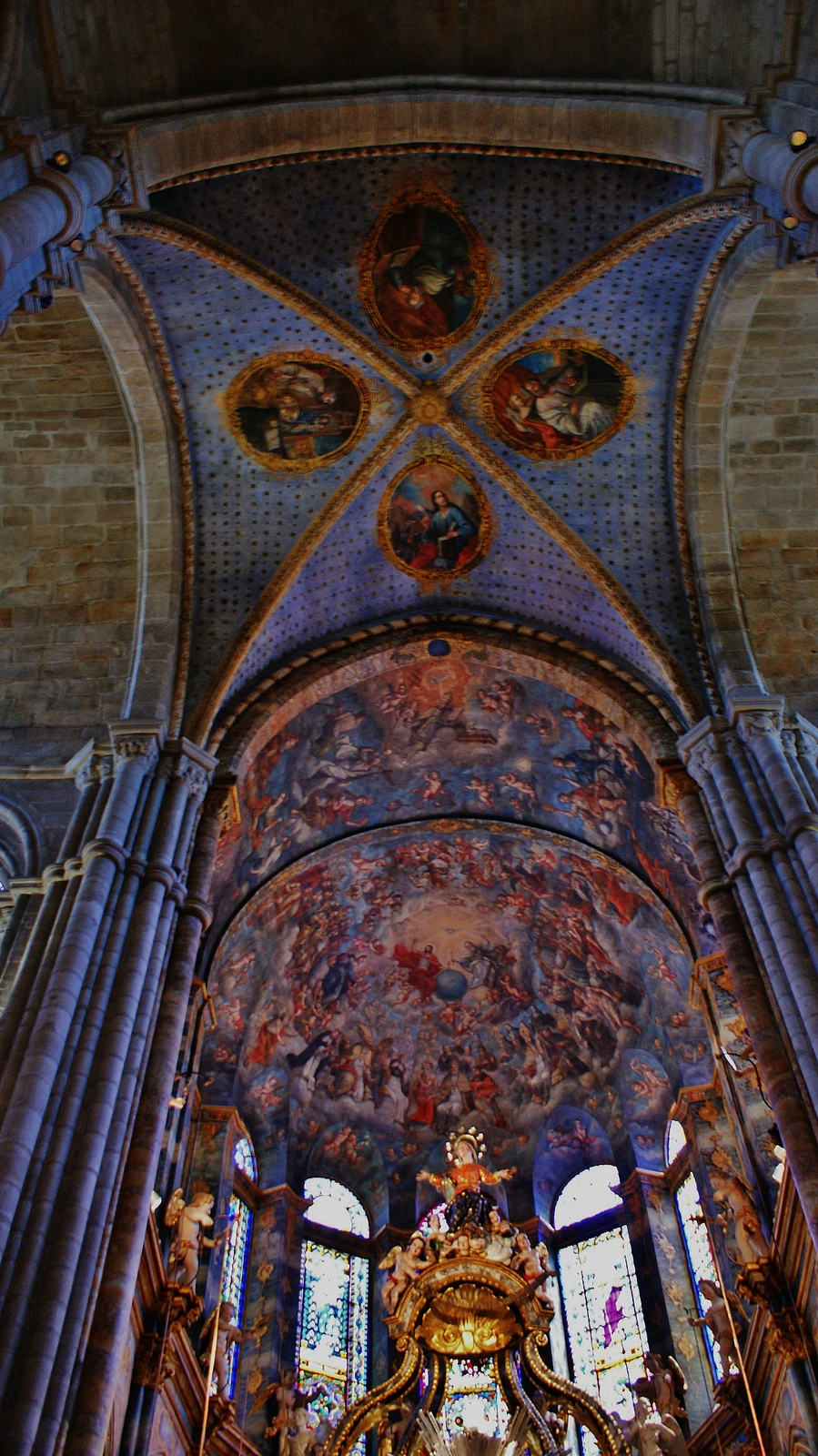
Bóveda y crucero del interior

La imagen de la Virgen corona el retablo de Cornelio de Holanda (sobre la entrada, actualmente, de la sacristía, en frente, al otro lado del transepto, del Calvario: Cristo en la Cruz, acompañado de María y Juan). La talla de la Virgen rinde tributo en sus características, a la de los Ojos Grandes, y en la orla de su manto inscribe una breve invocación, métrica (un septenario trocaico) y rimada: O MATER DEI, MEMENTO MEI "Oh Madre de Dios, acuérdate de nos" seguido de AMÉN, JESÚS, que también se diría de tradición medieval ("Acordaos", de San Bernardo).

#### Tesoro
Del Tesoro, sólo quedan algunos restos después del saqueo napoleónico en 1809.
Posee una destacada colección de cálices de los siglos XV al XIX.
Destaca la custodia del siglo XVII, tradicionalmente atribuida a Juan de Arfe, pero salida de un taller toledano de la época en la cual el obispo don Diego Castejón la regaló a la catedral (1636). Según autores como Fernando Llamazares y José Manuel Cruz Valdovinos, es muy posible que fuese obra de Bartolomé de Yepes. Otras piezas importantes son la corona de la Virgen de los Ojos Grandes y el relicario de San Froilán.

#### Coro
Una de las joyas más destacables del interior del templo es el coro, construido por Francisco de Moure. Se hizo a principios del siglo XVII. La sillería está compuesta de 27 puestos en el nivel bajo y 37 en el nivel alto.
En las columnas de la sección alta, próximas a la cabecera, hay sendas cartelas en que lee: GOVERNANDO LA IGLESIA DE DIOS NUESTRO MVY SANTO PADRE VRBANO VIII SIENDO OBISPO DESTE SANTA IGLESIA EL ILUSTRISIMO DON ALFONSO LOPEZ GALLO (en la meridional), y REINANDO EN ESPAÑA LA MAGESTAD DE LOS REYES DON FELIPE IV Y DOÑA ISABEL DE BORBON (en la septentrional).
En seis fragmentos de las tablas de relleno que separan la silla prelaticia de las inmediatas se lee: FRANCISCUS A MOURE GALLECUS CIVITATIS AURIENSIS INCOLA SCULTOR ET ARCHITECTUS INVENIEBAT ET SCULPEBAT HOC OPUS CUI ULTIMA MANUS ACCESI ANNO DOMINI 1624. O sea: "El arquitecto y escultor gallego Francisco de Moure, avecindado en Orense, diseñó y esculpió esta obra, terminada en el año 1624, después de tres años de trabajos".
Destaca la imaginería que se desarrolla en los medallones del respaldo de los puestos bajos y en los rectángulos de los altos. Asimismo se observan innumerables elementos naturalistas. Es la única catedral gallega que conserva su coro en la nave central.

#### Capilla de la Virgen de los Ojos Grandes

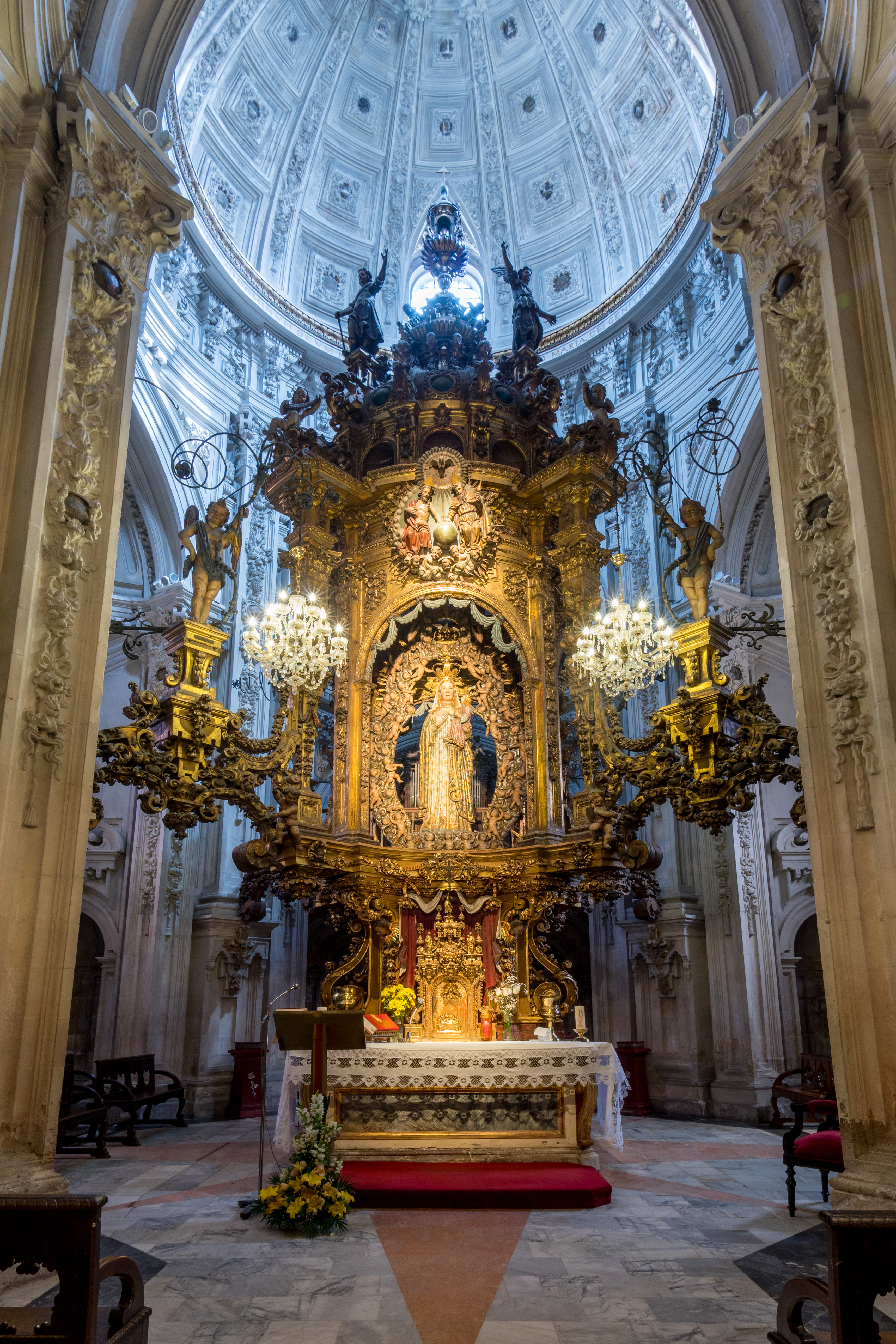
Interior de la capilla de la Virgen, con la imagen de la patrona de Lugo

Esta capilla data del siglo XVIII y es obra de Fernando de Casas Novoa. Puso su primera piedra el Obispo Santa María Salazar, el 7 de diciembre de 1726. El retablo, una de las mejoras obras del barroco gallego fue realizado por el escultor Miguel de Romay. La imagen de la Virgen fue coronada canónicamente el 15 de agosto de 1904 y le fue impuesta la Medalla de Oro de la Ciudad el 15 de agosto de 1954. Se desconoce al autor de la talla, de piedra policromada. Algunos entendidos la sitúan cronológicamente en el siglo XII, aunque otros postergan su factura al XV.
La Virgen de los Ojos Grandes es la patrona de la ciudad de Lugo y la catedral está consagrada a su nombre. Su festividad es el 15 de agosto. Alfonso X el Sabio le dedicó su cántiga LXXVII, en la que describe la curación de una mujer que pidió a la Virgen la salud, que recobró en la propia catedral de Lugo, a los pies de la Virgen.

#### Capilla de San Froilán
La capilla de San Froilán es de estilo renacentista, del siglo XVII. La imagen del santo, tallada en madera, es obra de Francisco de Moure. En la cabecera hay un sepulcro, conocido como de Santa Froila (madre de San Froilán); la tumba es del siglo IX y el sepulcro del XII, pero no se sabe si el destinatario es Santa Froila o el Obispo Odoario.
San Froilán es el patrón de la ciudad de Lugo. Nació en los arrabales de Lugo en el año 833. Su festividad se celebra el 5 de octubre. Según cuenta la leyenda, el santo introdujo en su boca brasas ardientes para aceptar el juicio divino a seguir por su vocación: la de eremita o la de predicador.

## Cronología de maestros
- Románico: maestro Raimundo, iniciador de la catedral en 1129
- Barroco:

- Domingo Antonio de Andrade: arquitecto gallego que realiza la sacristía y la sala capitular. En el hacer de Andrade destacan los motivos decorativos exuberantes a base de sartas de frutas, presentes también en el barroco compostelano.

- Fray Gabriel de las Casas: monje benedictino, maestro de obras de San Martín Pinario en Santiago de Compostela, es el primer arquitecto del claustro.

- Fernando de Casas Novoa: arquitecto gallego que concluye el claustro y traza la capilla de la Virgen de los Ojos Grandes.

- Neoclasicismo:

- Julián Sánchez Bort: arquitecto-ingeniero que diseña la fachada de la actual catedral hacia 1769, para sustituir a la románica que se encontraba muy deteriorada. En su proyecto se proponen sendas torres laterales, distintas entre sí, inspiradas en el modelo de Serlio de templo cristiano. En relación con esta inspiración, destaca también la intención de colocar una cúpula sobre el crucero, idea que finalmente se descartaría por su coste. También destaca en su proyecto la inclusión de un reloj en el arranque de cada torre.

- José de Elejalde: primero de los ejecutores de la obra de la fachada. Trabaja en ella durante toda su primera fase, hasta 1775, momento en el cual, en previsión de los múltiples problemas que iba a presentar la obra, se despide del cabildo y le pide un certificado en el que conste que ha trabajado a su satisfacción.

- Alberto Ricoy: sucede a Elejalde en la obra de la fachada. Se encarga principalmente de realizar las bóvedas de unión del cuerpo de naves con la fachada. Su trabajo debió de ser de muy baja calidad, habida cuenta de los negativos informes que realizó Miguel Ferro Caaveiro para la consecución de la obra, que determinan la necesidad de derribar lo que había hecho.

- Miguel Ferro Caaveiro: hijo del importante arquitecto Lucas Ferro Caaveiro, que también trabajó en Lugo. Miguel es el encargado de concluir la fachada de la catedral hasta el arranque de las torres. Sigue el proyecto de Bort, aunque lo revisa en determinados aspectos. La densidad decorativa se rebaja y se renuncia a los dos relojes en las torres, adaptándose así a las necesidades de reducir costes. A este arquitecto se debe asimismo la traza de la capilla de San Froilán y de su retablo pétreo, ejecutado por el escultor lucense Manuel Luaces.

- Santiago Quatrigas Baamonde: escultor de las estatuas de la fachada, tanto las del acroterio como las de las hornacinas de las torres. Yzquierdo Perrín hace una valoración bastante negativa de su calidad.

- siglo XIX: Nemesio Cobreros Cuevillas, arquitecto provincial y diocesano, que diseña y ejecuta el último cuerpo de las torres de la fachada. Para ello, parte de las trazas originales de Sánchez Bort, quien había proyectado dos torres diferentes entre sí. Lo que hace Nemesio Cobreros es unificar la forma de ambas torres utilizando un modelo híbrido entre ambas propuestas de Bort.